# کوزوسو
کوزوسو ((به ژاپنی: 孝蔵主 Kōzōsu); – ۹ مهٔ ۱۶۲۶) یک زن اشرافی و ملازم در خدمت خاندان تویوتومی بود. او دختر کاوازو کاتسوهیگه، ملازم خاندان گامو بود. او یک افسر زن نخبه تحت فرماندهی کودای این و منشی ارشد تویوتومی هیده‌یوشی بود.
او بعداً به عنوان رئیس بانوان ندیمه توکوگاوا هیده‌تادا خدمت کرد. کوزوسو "Kōzōsu" عنوان درباری او به عنوان یک ندیمه بود که نشان دهنده موقعیت برجسته او بود.